# Ultima Sports

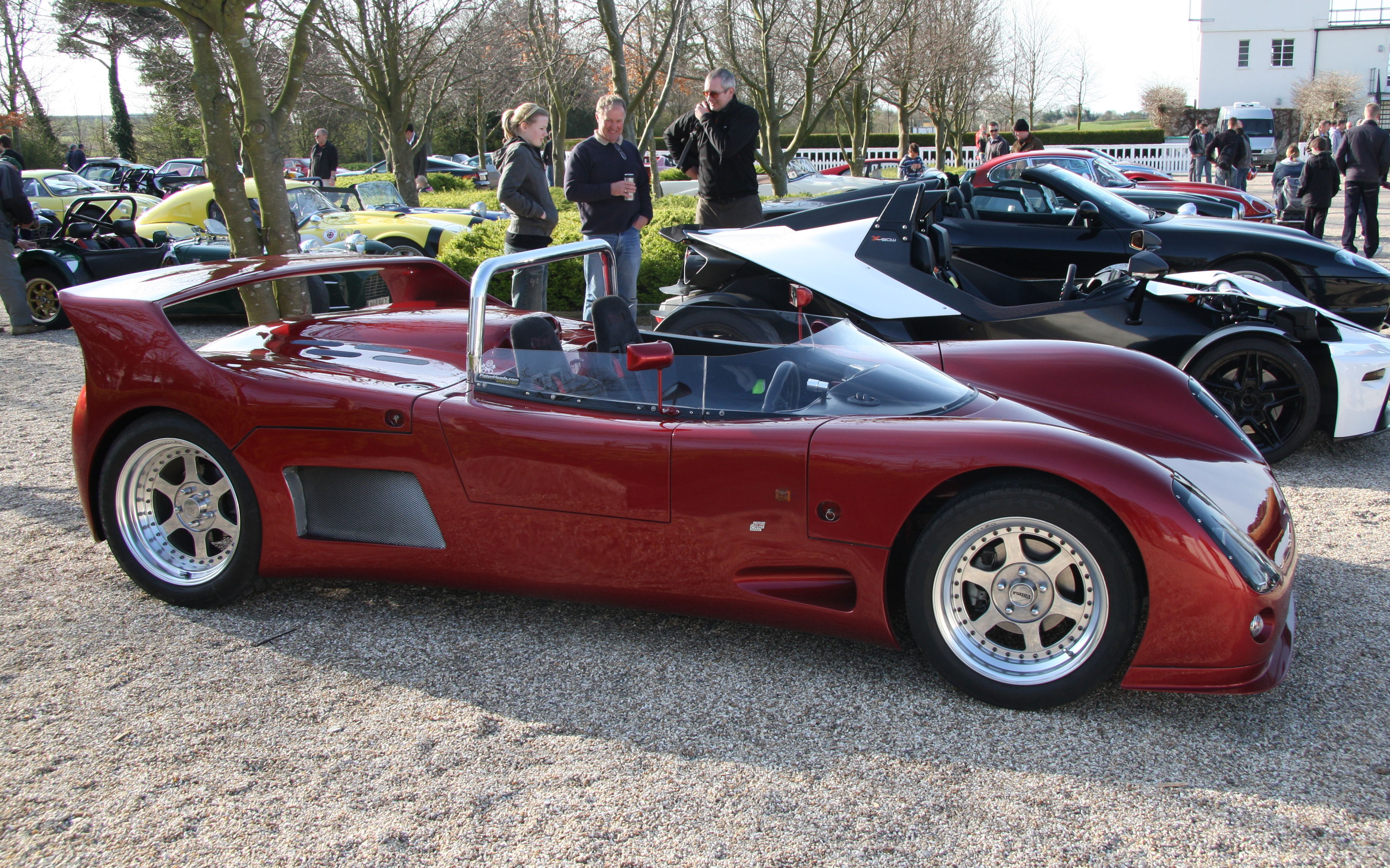
Ultima Spyder

Ultima Sports Ltd. —  производитель спортивных автомобилей, в настоящее время базирующийся в Хинкли, графство Лестершир, Англия. Основанная в 1992 году Тедом Марлоу, Ultima производит компоненты для построения шоссейных автомобилей на базе гоночных автомобилей Noble Motorsport Ltd., разработанных Ли Ноублом, который более известен своими моделями, производимыми сейчас Noble Automotive Ltd.
В 1999—2015 годах Ultima выпускала модель GTR в модификациях GTR640 и GTR720, а также кабриолет Can-Am. Ранее выпускались модели Sport и Spyder. С 2015 года выпускается модель Ultima Evolution.
Весь модельный ряд Ultima всегда поставлялся в основном как компонентные автомобили. То есть, Ultima производит запчасти, необходимые владельцу/сборщику для сборки автомобиля за пределами производства, также, это —  единственный способ получить такую машину в США (включая «тело на колёсах» (англ. rolling body) — полную сборку за исключением двигателя и трансмиссии). Однако несколько машин было произведено «под ключ» как демонстрационные модели для европейского рынка.
Предпочтительным поставщиком двигателей для Ultima в настоящее время является компания «American Speed», специализируются на реорганизации Chevrolet V8 для увеличения его производительности. Именно при помощи Chevrolet small block V8, построенного «American Speed» с его 640 л.с. (460кВт) Ричард Марлоу смог установить ряд рекордов производительности на Ultima GTR в 2005 году. В настоящее время, такое конструкторское решение называется Ultima GTR640.
В 2006 году Ultima побила свой собственный рекорд 0-100-0 км/ч, установленный GTR640. Однако это была уже модель GTR720, также использующая двигатель American Speed SBC, но уже с 720 л. с. (540 кВт). Новое достижение отстаёт лишь на  0,4 секунды от на текущий момент основного мирового рекорда 0-100-0 в 9,4 сек. для автомобилей с официальными уличными покрышками и разрешённым выхлопом.
Было предложено, что с существенными обновлениями эволюция Ultima может перейти от 0-60 миль в час за 2,3 секунды, до 0-100 миль в час за 4,9 секунды и 0-100 миль в час за 8,8 секунды.